# Pomologie

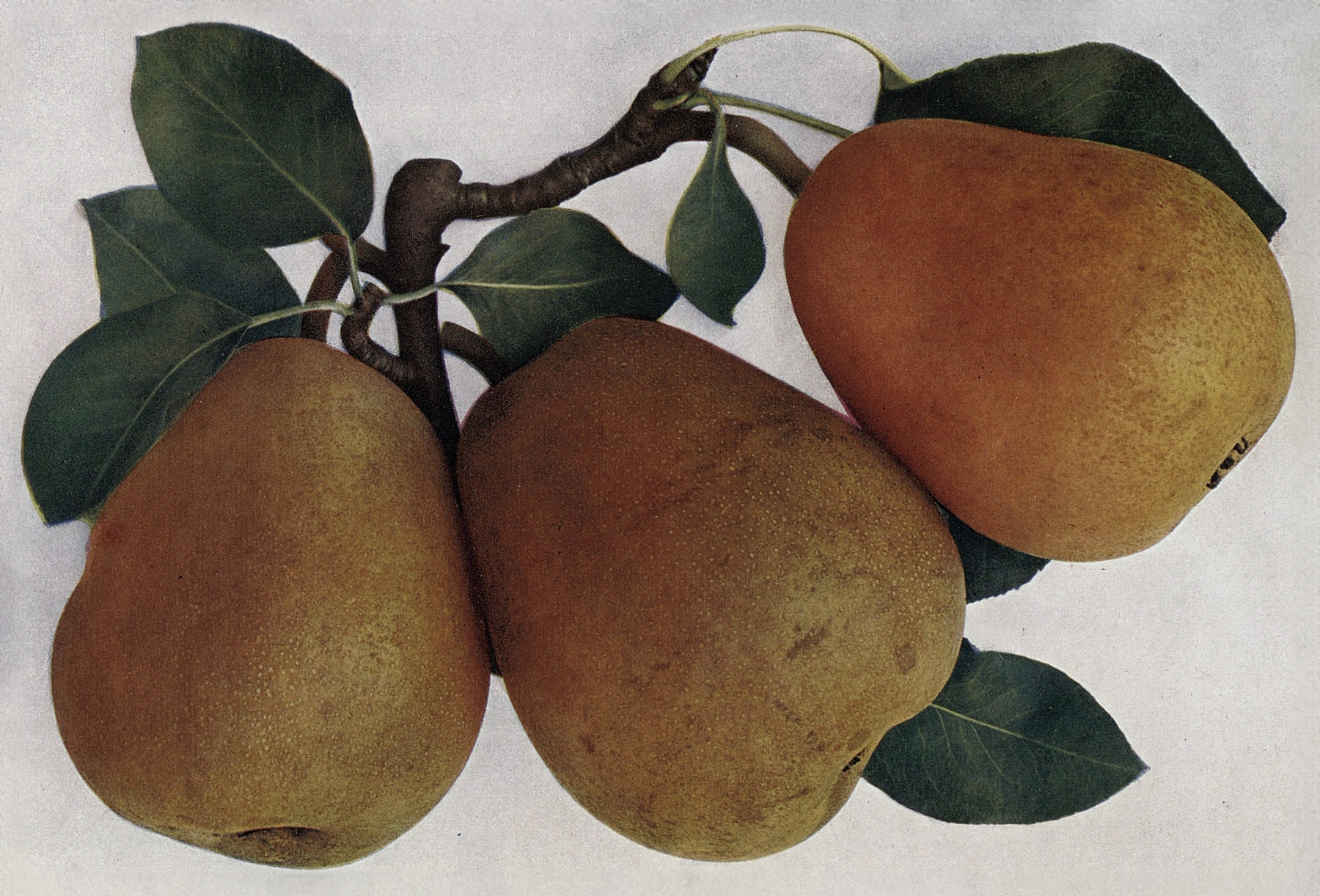
Hardyho máslovka, ilustrace z pětisvazkového obrazového atlasu České ovoce (1915–1919) od Jana Říhy

Pomologie (z latinského pomum (ovoce) + logos v řečtině slovo) je specializovaným odvětvím botaniky, které se zabývá popisem a studiem odrůd ovoce. Pomologové se zabývají jak kvalitativními vlastnostmi plodů dané odrůdy, tak vlastnostmi odrůd, které jsou důležité z pěstitelského hlediska.
Pomologové se také zabývají odpovídajícími kultivačními technikami a fyziologickými vlastnostmi ovocných odrůd. Oblasti, na jejichž posuzování se bere zřetel:
- kvalita ovoce (chuť, vzhled, trvanlivost);
- ranost (tedy perioda v roce, během níž je odrůda plodná);
- plodnost (velikost produkce vztažená na strom/keř/bylinu, hlavně pak na plochu; také životnost rostliny a rychlost nástupu do plodnosti);
- kultivační náročnost (a s tím související ekonomické náklady na pěstování dané odrůdy).

Výraz „pomologie“ použil poprvé Johann Hermann Knoop v díle Pomologia.